# Carmen de Areco (partido)
Pour la ville, voir Carmen de Areco.
Carmen de Areco est un partido de la province de Buenos Aires fondé en 1877 dont la capitale est Carmen de Areco.